# Keysi Sayago
Keysi Mairin Sayago Arrechedera (Carrizal, Estado Miranda, 6 de octubre de 1993) más conocida como Keysi Sayago, es una modelo, ingeniera mecánica, presentadora y diseñadora venezolana, ganadora del concurso de belleza Miss Venezuela 2016.

## Biografía
Keysi Sayago nació el 6 de octubre de 1993, en Carrizal (Venezuela); donde permaneció hasta que sus padres, Alex Rubén Sayago Castro (1966) y Ana Karina Arrechedera López (1970) decidieron mudarse Los Teques. Tiene una hermana: Ana Karina (1989) y tres medios hermanos paternos. Desde muy pequeña sintió interés por el modelaje, razón por la que su madre; la inscribió en clases de modelaje cuando tenía tan solo doce años. En 2016, se graduó como Ingeniería mecánica en la Universidad de la Fuerza Armada en Los Teques.
En 2017, se mudó a Canadá para proseguir con su carrera profesional.
En abril de 2021, conoció al empresario canadiense Gary LeBlanc. Se casaron el 25 de julio de 2022, con una celebración posterior; el 23 de septiembre de 2023, en Toronto. El 1 de enero de 2024, anunció que estaba embarazada. El 14 de febrero, reveló que tendría una niña. El 12 de junio, nació Emma y el 2 de septiembre de ese año; dio a conocer que esta había sido diagnosticada con subluxación de cadera.

## Trayectoria profesional

### Modelaje
Sayago comenzó su carrera como modelo profesional, después de participar en el concurso de belleza American Model Venezuela 2010, organizado por la agencia de modelos Xtreme Model, resultando ganadora.
En 2016, participó en el concurso de belleza regional Miss Miranda, como representante del Municipio Carrizal, celebrado el 5 de mayo de 2016 en el Eurobuilding Hotel & Suites en Caracas, logrando estar entre las 3 finalistas, razón por la que obtuvo un lugar para ingresar al concurso de belleza, Miss Venezuela 2016.

### Miss Venezuela 2016
Durante la gala interactiva del Miss Venezuela 2016, evento preliminar previo a la noche final del concurso, obtuvo las bandas especiales a "Miss Actitud" y "Miss Sonrisa", mismos títulos que obtuvo en el certamen de belleza regional Miss Miranda. La final del certamen de belleza se llevó a cabo el 5 de octubre de 2016 en Caracas, en donde compitió con otras 23 candidatas provenientes de diversas regiones y estados de Venezuela. Al final del certamen, obtuvo el título como Miss Venezuela 2016, como representante del Estado Monagas.
Después de obtener el título como Miss Venezuela, viajó a Canadá como parte de su preparación en el concurso de belleza Miss Universo. En paralelo a su preparación, fue parte del jurado y invitada especial en los concursos regionales para el Miss Venezuela 2017. Durante su etapa como reina de belleza, se ha destacado por su interés en causas filantrópicos, visitó hospitales pediátricos y fundaciones, con ayuda de la Organización Cisneros y asociaciones nacionales de Venezuela, fue parte de actos de donación con el fin de ayudar a los más necesitados, realizó labores sociales, en donde ayudó a personas en situaciones de calle y pobreza a causa a la crisis económica en Venezuela.

### Miss Universo 2017
Sayago representó a Venezuela en el concurso de belleza Miss Universo 2017, celebrado el 26 de noviembre de 2017 en el Planet Hollywood Resort & Casino en Las Vegas, Nevada, Estados Unidos. Al final del certamen de belleaza, logró estar dentro de las cinco finalistas.

### Trabajos en TV
En junio de 2017, fue presentadora del programa televisivo venezolano Más allá de la Belleza en su décima temporada, siendo así su debut como presentadora de televisión. En el programa se relatan entrevistas, ensayos y material inédito sobre el Miss Venezuela.

### Otros trabajos
El 18 de agosto de 2018, fue juez del concurso de belleza canadiense Miss Canadá.
En octubre de 2018, desfiló por primera vez en el Toronto Fashion Week.
En febrero de 2019, repitió en el Toronto Fashion Week.

## Filmografía
- 2017:  Más allá de la Belleza como Ella misma
- 2018: Miss Canadá como Ella misma

## Cronología
| Predecesor: Mariam Habach   | Miss Venezuela 2016 | Sucesor: Sthefany Gutiérrez    |
| Predecesor: Valeria Vespoli | Miss Monagas 2016   | Sucesor: María Cecilia Guevara |